# Hieracium lagascanum
Hieracium lagascanum es una especie de planta con flor del género Hieracium, de la familia Asteraceae, orden Asterales.

## Distribución
Hieracium lagascanum se distribuye por España.

## Taxonomía
Fue descrita científicamente por Arv.-Touv. & G. Gaut.
Tratamiento taxonómico
La especie aparece registrada en una sección de la publicación Hieracioth. Hisp.